# Кувин (Арад)
Кувин (рум. Cuvin) насеље је у Румунији у округу Арад у општини Гиорок. Oпштина се налази на надморској висини од 120 m.

## Становништво
Према подацима из 2002. године у насељу је живело 1545 становника.

### Попис2002.
| Расподела становништва по националности 2002.‍ | Расподела становништва по националности 2002.‍ | Расподела становништва по националности 2002.‍ | Расподела становништва по националности 2002.‍ | Расподела становништва по националности 2002.‍ |
| --------------------------------------------- | --------------------------------------------- | --------------------------------------------- | --------------------------------------------- | --------------------------------------------- |
|                                               |                                               |                                               |                                               |                                               |
| Румуни                                        | Румуни                                        |                                               | 1.499                                         | 97,4%                                         |
| Мађари                                        | Мађари                                        |                                               | 22                                            | 1,4%                                          |
| Украјинци                                     | Украјинци                                     |                                               | 18                                            | 1,2%                                          |